# DIRI-Kompositum
Mit  diri-Kompositum wird ein Logogramm in der Sumerischen Sprache bezeichnet, wenn es sich aus zwei oder mehr Zeichen zusammensetzt, die zusammen eine neue Lesung ergeben. Der Begriff diri-Kompositum ist modern und ist nach dem Paradebeispiel des Logogramms diri benannt, vgl. Tabelle mit Beispielen.
Dank der Verwendung von diri-Komposita war nicht für jeden Begriff des Sumerischen auch ein eigenes entsprechendes Logogramm notwendig, was zwar einerseits die Schrift vereinfachte, aber andererseits beim Leser das Erkennen des diri-Kompositums voraussetzte.

## Beispiele
| Transliteration | Zeichen-für-Wort-Übersetzung       | Lesung | Übersetzung       |
| --------------- | ---------------------------------- | ------ | ----------------- |
| SI.A            | "einfüllen"-"Wasser"               | diri   | Zugabe            |
| PA.AL           | "Aufseher"-"Hacke"                 | šabra  | Verwalter         |
| KUŠ.A.EDIN.LA2  | "Leder"-"Wasser"-"Steppe"-"tragen" | ummud  | Wasserschlauch*   |
| PA.TE.SI        |                                    | ensi2  | Prinz, Stadtfürst |
| ŠIR.BUR.LA(ki)  |                                    | Lagas  | Stadt Lagas       |

(*) Bemerkung: "Leder, das Wasser durch die Steppe trägt"